# غلون أباد (ألقورات)
غلون أباد (بالفارسية: گلون‌آباد) هي مستوطنة تقع في إيران في قسم ألقورات الريفي. يقدر عدد سكانها بـ 198 نسمة .